# Beffroi de Boulogne-sur-Mer
Le beffroi de Boulogne-sur-Mer est un ancien donjon érigé au XIIe siècle à Boulogne-sur-Mer, pour le premier château comtal connu. Il est situé place Godefroy-de-Bouillon.
Le beffroi fait l’objet d’une inscription au titre des monuments historiques depuis le 10 juin 1926.

## Historique
Sa construction serait attribuée à Renaud de Dammartin, comte de Boulogne de 1191 à 1214, l'un des plus puissants seigneurs du royaume, qui s'opposa plusieurs fois au roi de France Philippe Auguste. Ce donjon est donc le dernier vestige de ce château comtal, complété par d'autres bâtiments sûrement plus confortables et spacieux et sans doute bâtis en bois.
Philippe Hurepel, qui succéda à Renaud de Dammartin, acheva son château qui s'éleva sur un autre site à l'angle oriental de l'enceinte urbaine. Il céda donc son donjon devenu inutile aux bourgeois de la haute ville et qui en firent leur beffroi.
Le beffroi avait pour fonction d'accueillir la cloche qui rythmait le temps de la vie sociale, d'offrir un abri sûr pour le sceau, la Charte et autres documents, biens précieux de la commune. La tour, face à celle du seigneur et de l'église symbolisait une certaine valeur : liberté de la commune et affirmation du pouvoir échevinal. Malgré son architecture impressionnante, le beffroi dissimulait un pouvoir faible.
En 1268, les bourgeois refusant de payer le subside levé pour payer la croisade, Louis IX supprima la charte communale, brisa le sceau ainsi que la cloche communale et le beffroi, qui fut détruit en partie. L'année suivante fut celle de sa reconstruction, grâce aux privilèges communaux à l'époque rétablis. C'est probablement de cette époque que date l'étage du beffroi, celui qui loge les cloches.
L'étage octogonal, que l'on connaît aujourd'hui fut établi au début du XVIIIe siècle par l’ingénieur Martinet[précision nécessaire] pour remplacer une flèche en ardoise détruite en 1712 par un incendie. Avant cela, le beffroi avec cette flèche en charpente et en ardoise, cantonnée par quatre petites flèches qui s'élevaient au-dessus des échauguettes d'angle datant du Moyen Âge, devait être semblable à celui de Douai.
Le beffroi fut le seul monument historique de la ville épargné durant les terribles bombardements de la Seconde Guerre mondiale. Depuis 2005, le beffroi est inscrit, au même titre que d'autres beffrois de la région, au patrimoine mondial de l'humanité.